# به تاخت
به تاخت (لهستانی: Cwał) یک فیلم زندگی‌نامه‌ای تراژی‌کمدی به کارگردانی کشیشتف زانوسی است که در سال ۱۹۹۶ منتشر شد.

## گزیدهٔ بازیگران
- مایا کوموروفسکا
- بارتوش اُبوخوویچ
- کارولینا وایدا
- پیوتر آدامچیک
- پیوتر شفدس
- سواوومیرا وژینسکا
- استانیسواوا تسلینسکا
- آگنیشکا وارخولسکا
- گژگوش وارخوئو
- لِـوْ ریوین
- یژی موس
- الکساندرا یوستا
- پاوئو کلشچ
- ائوگنیوش پریویژینسف
- آندژی شنایخ
- پاوئو بورچیک
- ماریوش یاکوس
- کشیشتف زانوسی
- پیوتر گرابوفسکی
- پیوتر چیرووس